# Ковалевська Юлія Сергіївна
Юлія Сергіївна Ковалевська (нар. 8 жовтня 1977, Потсдам, Німеччина) — українська політична діячка, держслужбовиця. Народна депутатка України V і VI скликань від Партії регіонів.

## Біографія
Народилася 8 жовтня 1977 года в Потсдамі (Німеччина) в родині військовослужбовця.

## Освіта
Народи
- З 1994 по 1999 — навчалася і з відзнакою закінчила Донецький інститут соціальної освіти, за спеціальністю — «психологія», кваліфікація — «психолог».
- З 1999 по 2005 — навчалася в аспірантурі Донецького державного університету управління, спеціальність — «соціальна філософія та філософія історії».
- З 2006 по 2007 — навчалася в магістратурі Донецького державного університету управління (факультет післядипломної освіти, спеціальність — «державна служба»).
- З 2007 по 2009 — навчалася та закінчила Донецький державний університет управління, спеціальність «Інтелектуальна власність», кваліфікація — «спеціаліст з інтелектуальної власності».
- 2010 — отримала науковий ступінь кандидата наук з державного управління.

## Політична діяльність
- З травня 2006 по листопад 2007 — народна депутатка України V скликання (обрана від Партії регіонів).
- З квітня 2010 по грудень 2012 — народна депутатка України VI скликання (обрана від Партії регіонів)[1].

10 серпня 2012 року у другому читанні проголосувала за Закон України «Про засади державної мовної політики». Закон було прийнято із порушеннями регламенту.
Брала участь у Позачергових виборах до Парламенту 2014 року від Опозиційного блоку (50-та у списку, до Верховної Ради не пройшла).
- З 2013 по червень 2014 року — перша заступниця голови Національного агентства України з питань державної служби[8].
- З жовтня  2015 року — депутатка  Запорізької обласної ради VII скликання.[9]; Заступниця голови комісії з питань охорони здоров'я, материнства та дитинства.

## Громадська діяльність
- З 1996 року — членкиня Ліберальної партії України, Комітету молодих лібералів (пізніше Ліберального молодіжного об'єднання).

- З 1999 по 2005 рік — віцепрезидент громадської організації «Донецький обласний клуб молодіжних ініціатив».

- З 2013 року по теперішній час — членкиня Правління Всеукраїнської громадської організації «Союз православних жінок».

- З червня по 11 вересня 2014 року — членкиня Політради, голова Центральної контрольної комісії Партії розвитку України.

- З 2014 року по теперішній час — Голова Правління Міжнародної громадської організації «Триумвірат».

## Нагороди
- Нагороджена орденом «За заслуги» III ступеня; «Знаком Пошани» Міністерства оборони України.

## Сім'я
- Чоловік — Ковалевський Артем Валерійович (н. 10 серпня 1977), керівник проєктів ТОВ «ДІАД». Юлія Ковалевська з чоловіком виховують двох дітей.
- Донька Валерія Ковалевська була учасницею програми «Україна має талант. Діти».